# Віктор I
Святий Віктор I (лат. Victor, ? — 199, Рим) — чотирнадцятий папа Римський (189–199). Родом з римської провінції Африка. У 196 році скликав у Римі собор, на якому був закріплений звичай святкування Великодня — у неділю, що слідувала за Страсною п'ятницею. За його понтифікату мова священослужінь змінилась з грецької на латинську.

## Біографія

### Суперечка з церквами Малої Азії
Внутрішні чвари в цей період впливали на церкву в Римі. Суперечка про святкування Великодня загострилася. Християни в Римі, які приїхали з провінції Азія, звикли святкувати Великдень 14 нісана (квітня), незалежно від дня тижня, відзначалася смерть Христа, а через два дні — його воскресіння. Ця відмінність неминуче призвело до біди, коли вона з'явилася в християнській громаді Риму.
Римський єпископ Віктор різко виступив проти східних церков у суперечці про Великдень. Віктор, в 196 році зібрав у Римі собор, на якому були присутні представники і Заходу, і Сходу, з участю 14 італійських єпископів. На ньому кодифікували західний звичай святкування Паски, поширивши його на всю Церкву. Однак кілька малоазійських єпископів не прийняли його. Захисником «Непокірних» східних громад був Полікрат з Ефеса, що посилається на «великих світочів», що поховані в Азії, і які завжди дотримувалися святкування паски в день 14 нісана. Він, між іншим, вказав, що існування «різноманітних звичаїв у характері й тривалості постів» не викликало ніколи ні з якого боку осуду, і було б несправедливо «відсікти від християнського світу» найстаріші малоазіатські громади. Ефеський собор вирішив зберегти старий звичай. Папа за це відлучив малоазійських єпископів від церкви. Вирок здався дуже строгим, і деякі західні єпископи, зокрема Іреней Ліонський, не погодилися з ним, у зв'язку з чим Папа змушений був поступитися. Цей епізод вже свідчив про прагнення папської влади проводити свою волю і в питаннях догматики.

### Боротьба з монархіанами
Більш успішною виявилася боротьба римського єпископа з монархіанцями, що відстоювали абсолютну єдність Бога і відкидали ідею Трійці; одні з монархіан заперечували божественність Христа і бачили в ньому людини, в якому діяла божественна сила. Цих монархіан називали динамістами (згодом іадопціанами); інші монархіани бачили в Христі Бога і визнавали його втіленням самого бога-батька. Так як цим вченням Бог опинявся як би зниженим у своєму ранзі, зрівняним синові і, отже, постраждалим, то ця частина монархіан отримала назву патрипассіан (patris-passio — применшення батька).

### Боротьба з гностиками
У дні Віктора I з Константинополя до Риму прийшов кожум'яка Феодот. Він навчав лжевчення про Христа, якого він оголосив, що то була просто людина, що володіє Духом Святим, з надприродною силою. Збирав навколо себе, чимало послідовників. Віктор, дотримувався строго, без внесення елементів «від розуму», формули про Трійцю (тринітарної формули). Папа засудив цю єресь і виключені Феодота від Церкви. Цей крок, викликав невдоволення серед частини духовенства Риму. Починається боротьба з гностиками (гностицизм від грец. gnostikos — має знання) — релігійно-філософський напрямок періоду розкладання Римської імперії. Гностики намагалися поєднувати християнство з елементами античної філософії, а також з східною містикою і магією.).
Переклав богослужіння в Римі з грецької на латинську мову. Пізніше був канонізований.